# Alf Svendsrud
Alf Svendsrud (7 gennaio 1922 – 22 luglio 1997) è stato un calciatore norvegese, di ruolo attaccante.

## Carriera

### Club
Svendsrud giocò con la maglia del Mjøndalen.

### Nazionale
Conta una presenza per la Norvegia. Il 28 giugno 1947, infatti, fu schierato in campo nella sfida persa per 5-1 contro la Svezia.